# Gelora Bumi Kartini-stadion
Het Gelora Bumi Kartini stadion is een multifunctioneel (voetbal)stadion gelegen in Japara, Midden-Java, Indonesië. 